# Rosinos de la Requejada
Rosinos de la Requejada est une municipalité espagnole de la communauté autonome de Castille-et-León et de la province de Zamora. En 2021, elle compte 342 habitants.